# Prințul Baltasar Carlos cu un pitic
Prințul Baltasar Carlos cu un pitic este o pictură realizată în ulei de către Diego Velázquez în 1631. Îl reprezintă pe Baltasar Carlos de Asturia și un pitic al curții. Acum se află în Museum of Fine Arts din Boston. Este primul dintre cele câteva portrete ale tânărului prinț realizate de Velázquez.
Prințul este prezentat în uniforma unui căpitan-general (adaptat la starea sa de copil, dar totuși înfățișează un baston al comandantului în mâna dreaptă, o eșarfă pe umăr și o sabie în mâna sa stângă). Piticul are un măr și un clopot, pentru a contrasta cu moștenitorul celei mai puternice monarhii din Europa, care este arată că este deja în pregătit din punct de vedere militar și care nu are nevoie de aceste atribute obișnuite ale copiilor. Postura statică a prințului, în contrast cu dinamismul figurii piticului, care se întoarce să-l contemple pe prinț, i-a determinat pe unii istorici de artă să creadă că pictura a fost inițial doar a prințului, piticul fiind adăugat ulterior.